# Trichonotulus stuckenbergi
Trichonotulus stuckenbergi är en skalbaggsart som beskrevs av Rudolph Petrovitz 1967. Trichonotulus stuckenbergi ingår i släktet Trichonotulus och familjen Aphodiidae. Inga underarter finns listade i Catalogue of Life.